# Gerhard Kratzat
Johannes Gerhard Kratzat (* 8. Januar 1909 in Burg (Dithmarschen); † 12. Juli 1944 in Lyon) war Widerstandskämpfer gegen den Nationalsozialismus.

## Leben
Gerhard Kratzat besuchte die Volksschule und deren gehobene Abteilung, lernte dann bei der Burger Sparkasse und ergriff den Seemannsberuf. In Burg wurde er „der gelehrte Seemann“ genannt. Im Herbst 1931 war er an dem Seemannsstreik in den Ostseehäfen beteiligt.
Von März bis Juli 1933 war er im KZ Sonnenburg inhaftiert und wurde gefoltert. So konnte er wochenlang nur flüssige Nahrung aufnehmen, weil sein Unterkiefer durch brutale Schläge ausgehakt worden war. Erst als er schon vollkommen entkräftet war, wurde die Sache durch einen Arzt behoben. Nach seiner Entlassung hielt er sich längere Zeit bei seinen Eltern in Burg auf. Von 1934 bis 1936 arbeitete Kratzat für die Internationale der Seeleute und Hafenarbeiter (ISH) in Rotterdam und Antwerpen. In den dortigen Interclubs wurden deutsche Seeleute mit illegalen Schriften versorgt und nach den Vorgängen im Deutschen Reich und auf den Schiffen befragt.
Von 1937 bis 1939 hatte er im Spanischen Bürgerkrieg leitende Funktionen in der nachrichtendienstlichen Tätigkeit der Gruppe Seeschiffahrt der KPD inne. Unter anderem war er bei der Zurückführung der Angehörigen der englischsprachigen Abraham-Lincoln-Brigade wesentlich beteiligt.
Im Zweiten Weltkrieg schloss er sich der Résistance in Frankreich an. Am 10. März 1944 wurde er in Paris von den Deutschen verhaftet, von einem deutschen Feldgericht wegen „Feindbegünstigung“ zum Tode verurteilt und am 12. Juli 1944 in Lyon hingerichtet.

## Gedenken

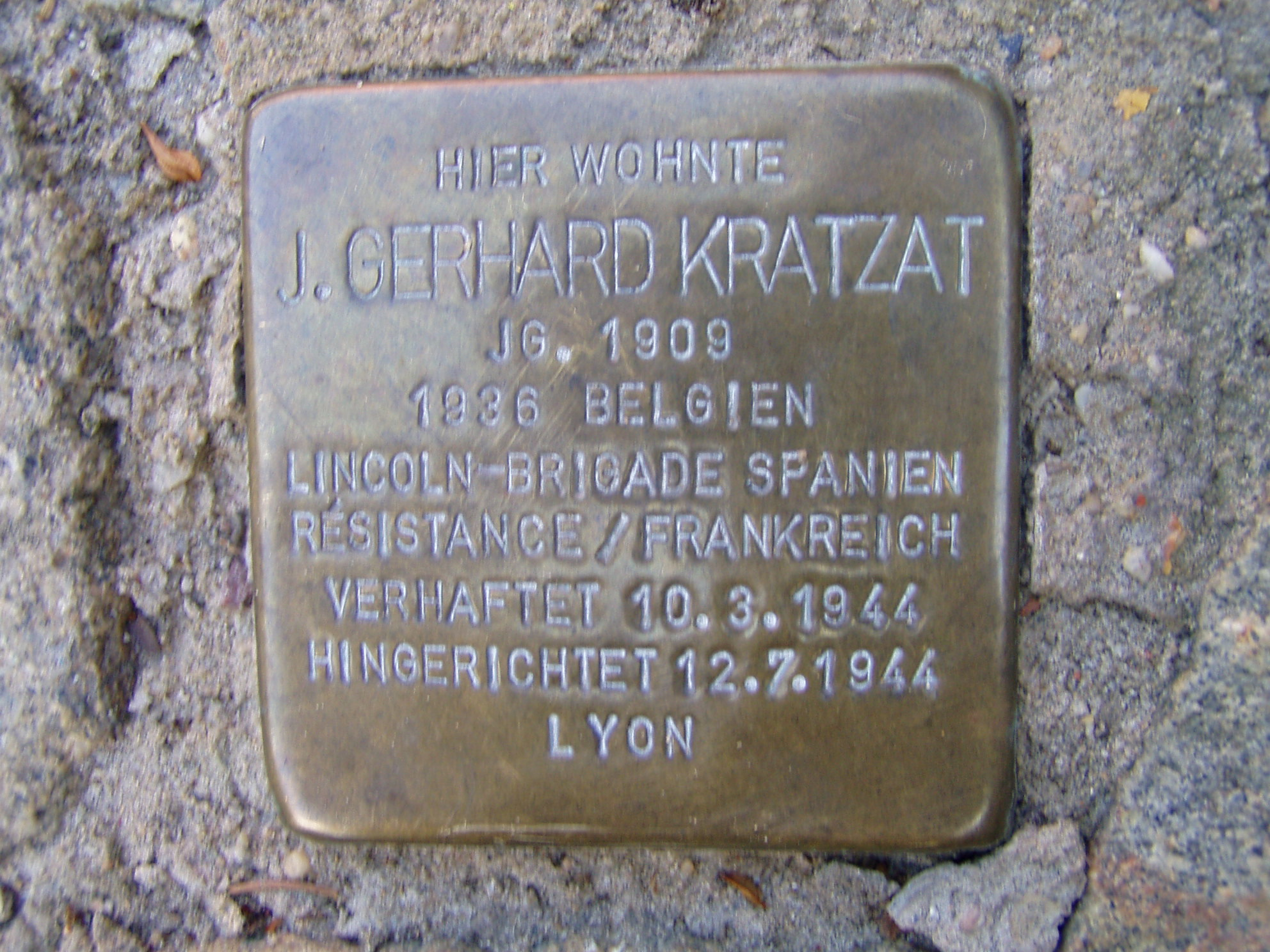
Stolperstein für Gerhard Kratzat in der Gartenstrasse in Burg (Dithmarschen)

Am 30. Juli 2009 hat Gunter Demnig in der Gartenstraße 15 in Burg einen Stolperstein zur Erinnerung an Gerhard Kratzat verlegt. Gerhard Kratzat wohnte in der Gartenstraße 17.